# Christa Zeiß
Christa Zeiß (* 12. Mai 1950) ist eine deutsche Badmintonspielerin aus Thüringen. Sie betätigt sich als Trainerin der Kinder und Jugendlichen beim TSV 1911 Themar. 

## Karriere
Christa Zeiß gewann durch alle Altersklassen des DDR-Sports, beginnend 1964 und endend 1990, Medaillen bei DDR-Meisterschaften. In der Badmintonnationalmannschaft der DDR kam sie zu einem Einsatz. Nach der Wende war sie im Seniorenbereich auch deutschland- und europaweit erfolgreich.

## Sportliche Erfolge
| Saison    | Veranstaltung                    | Disziplin     | Platz | Name                                                                                           |
| --------- | -------------------------------- | ------------- | ----- | ---------------------------------------------------------------------------------------------- |
| 1963/1964 | DDR-Bestenermittlung AK 12/13    | Dameneinzel   | 1     | Christa Zeiß (Aufbau Themar)                                                                   |
| 1965/1966 | DDR-Einzelmeisterschaft AK 16/17 | Dameneinzel   | 2     | Christa Zeiß (Aufbau Themar)                                                                   |
| 1965/1966 | DDR-Einzelmeisterschaft AK 16/17 | Damendoppel   | 1     | Christa Zeiß / Monika Zimmermann (Aufbau Themar / Fortschritt Greiz)                           |
| 1966/1967 | DDR-Einzelmeisterschaft AK 16/17 | Damendoppel   | 3     | Christa Zeiß / Brigitte Zeiß (Aufbau Themar)                                                   |
| 1966/1967 | DDR-Einzelmeisterschaft AK 16/17 | Dameneinzel   | 2     | Christa Zeiß (Aufbau Themar)                                                                   |
| 1967/1968 | DDR-Einzelmeisterschaft AK 16/17 | Dameneinzel   | 3     | Christa Zeiß (Aufbau Themar)                                                                   |
| 1967/1968 | DDR-Einzelmeisterschaft AK 16/17 | Damendoppel   | 3     | Christa Zeiß / Brigitte Zeiß (Aufbau Themar)                                                   |
| 1969/1970 | DDR-Einzelmeisterschaft AK 16/17 | Dameneinzel   | 2     | Christa Zeiß (Aufbau Themar)                                                                   |
| 1970/1971 | DDR-Studentenmeisterschaft       | Mixed         | 2     | Günter Langguth / Christa Zeiß (TH Karl-Marx-Stadt - Carl-Zeiss Jena Nord / ISFM Schmalkalden) |
| 1970/1971 | DDR-Studentenmeisterschaft       | Damendoppel   | 3     | Ursula Rimkus / Christa Zeiß (ISfG Ilmenau / ISfM Schmalkalden)                                |
| 1970/1971 | DDR-Studentenmeisterschaft       | Dameneinzel   | 3     | Christa Zeiß (ISfM Schmalkalden)                                                               |
| 1974/1975 | DDR-Studentenmeisterschaft       | Damendoppel   | 1     | Brigitte Zeiß / Christa Zeiß (IIP Karl-Marx-Stadt / ISMb Schmalkalden)                         |
| 1974/1975 | Silberner Federball              | Damendoppel   | 2     | Brigitte Zeiß / Christa Zeiß (Aufbau Themar)                                                   |
| 1974/1975 | Silberner Federball              | Dameneinzel B | 3     | Christa Zeiß (Aufbau Themar)                                                                   |
| 1974/1975 | DDR-Studentenmeisterschaft       | Dameneinzel   | 3     | Christa Zeiß (IIP Karl-Marx-Stadt)                                                             |
| 1979/1980 | DDR-Seniorenmeisterschaft AK I   | Dameneinzel   | 2     | Christa Zeiß (Aufbau Themar)                                                                   |
| 1980/1981 | DDR-Seniorenmeisterschaft AK I   | Dameneinzel   | 2     | Christa Zeiß (Aufbau Themar)                                                                   |
| 1981/1982 | DDR-Seniorenmeisterschaft AK I   | Damendoppel   | 1     | Christel Sommer / Christa Zeiß (HSG DHfK Leipzig / Feinmeß Suhl)                               |
| 1981/1982 | DDR-Seniorenmeisterschaft AK I   | Dameneinzel   | 3     | Christa Zeiß (Feinmeß Suhl)                                                                    |
| 1982/1983 | DDR-Seniorenmeisterschaft AK I   | Damendoppel   | 1     | Christel Sommer / Christa Zeiß (HSG DHfK Leipzig / Feinmeß Suhl)                               |
| 1982/1983 | DDR-Seniorenmeisterschaft AK I   | Dameneinzel   | 2     | Christa Zeiß (Feinmeß Suhl)                                                                    |
| 1983/1984 | DDR-Seniorenmeisterschaft AK I   | Damendoppel   | 1     | Christel Sommer / Christa Zeiß (DHfK Leipzig / Feinmeß Suhl)                                   |
| 1984/1985 | DDR-Seniorenmeisterschaft AK I   | Damendoppel   | 1     | Christa Zeiß / Christel Iske (Feinmeß Suhl / DHfK Leipzig)                                     |
| 1984/1985 | DDR-Seniorenmeisterschaft AK I   | Dameneinzel   | 2     | Christa Zeiß(Feinmeß Suhl)                                                                     |
| 1985/1986 | DDR-Seniorenmeisterschaft AK II  | Damendoppel   | 1     | Christel Iske / Christa Zeiß (DHfK Leipzig / Feinmeß Suhl)                                     |
| 1985/1986 | DDR-Seniorenmeisterschaft AK II  | Dameneinzel   | 2     | Christa Zeiß (Feinmeß Suhl)                                                                    |
| 1986/1987 | DDR-Seniorenmeisterschaft AK II  | Dameneinzel   | 1     | Christa Zeiß (Feinmeß Suhl)                                                                    |
| 1987/1988 | DDR-Seniorenmeisterschaft AK II  | Damendoppel   | 1     | Christa Zeiß / Christel Iske (Suhl / DHfK Leipzig)                                             |
| 1987/1988 | DDR-Seniorenmeisterschaft AK II  | Dameneinzel   | 2     | Christa Zeiß (Suhl)                                                                            |
| 1988/1989 | DDR-Seniorenmeisterschaft AK II  | Damendoppel   | 1     | Christel Iske / Christa Zeiß (DHfK Leipzig / Suhl)                                             |
| 1988/1989 | DDR-Seniorenmeisterschaft AK II  | Dameneinzel   | 2     | Christa Zeiß (Suhl)                                                                            |
| 1989/1990 | DDR-Seniorenmeisterschaft AK II  | Dameneinzel   | 1     | Christa Zeiß (Feinmeß Suhl)                                                                    |
| 1989/1990 | DDR-Seniorenmeisterschaft AK II  | Damendoppel   | 1     | Dagmar Beck / Christa Zeiß (Industrie Ilmenau / Feinmeß Suhl)                                  |
| 1995/1996 | Deutsche Einzelmeisterschaft O45 | Dameneinzel   | 1     | Christa Zeiß (SG Feinmess Suhl)                                                                |
| 1996/1997 | Deutsche Einzelmeisterschaft O45 | Dameneinzel   | 1     | Christa Zeiß (SG Feinmess Suhl)                                                                |
| 1997      | Senioren-Europameisterschaft 45+ | Dameneinzel   | 3     | Christa Zeiss                                                                                  |
| 1997/1998 | Deutsche Einzelmeisterschaft O45 | Dameneinzel   | 1     | Christa Zeiß (SG Feinmess Suhl)                                                                |
| 1999/2000 | Deutsche Einzelmeisterschaft O45 | Dameneinzel   | 1     | Christa Zeiß (SG Feinmess Suhl)                                                                |
| 2000/2001 | Deutsche Einzelmeisterschaft O50 | Damendoppel   | 1     | Christa Zeiß / Heike Croll (Feinmeß Suhl / SV Handwerk Erfurt)                                 |
| 2000/2001 | Deutsche Einzelmeisterschaft O50 | Dameneinzel   | 2     | Christa Zeiß (Feinmeß Suhl)                                                                    |
| 2001/2002 | Deutsche Einzelmeisterschaft O50 | Dameneinzel   | 1     | Christa Zeiß (Feinmeß Suhl)                                                                    |
| 2001/2002 | Deutsche Einzelmeisterschaft O50 | Damendoppel   | 2     | Christa Zeiß / Heide Croll (Feinmeß Suhl / SV Handwerk Erfurt)                                 |
| 2002      | Senioren-Europameisterschaft 50+ | Damendoppel   | 3     | Heidi Croll / Christa Zeiß                                                                     |
| 2003/2004 | Deutsche Einzelmeisterschaft O50 | Damendoppel   | 2     | Christa Zeiß / Christa Tuche (Feinmeß Suhl / 1. BC Mühlhausen)                                 |
| 2005/2006 | Deutsche Einzelmeisterschaft O55 | Dameneinzel   | 2     | Christa Zeiß (SG Feinmess Suhl)                                                                |
| 2008/2009 | Deutsche Einzelmeisterschaft O55 | Mixed         | 3     | Hans-Jürgen Müller / Christa Zeiß (SG Feinmess Suhl)                                           |

## Referenzen
- Martin Knupp: Deutscher Badminton Almanach, Eigenverlag/Deutscher Badminton-Verband (2003), 230 Seiten
- René Born: Badminton in Tröbitz (Teil 1 – Die Anfänge, die Medaillengewinner, die Statistik), Eigenverlag (2007), 455 Seiten (Online-Version)
- http://badminton.de/Laenderspiele-fuer-DDR.684.0.html

| Personendaten    | Personendaten               |
| ---------------- | --------------------------- |
| NAME             | Zeiß, Christa               |
| KURZBESCHREIBUNG | deutsche Badmintonspielerin |
| GEBURTSDATUM     | 12. Mai 1950                |